# بسطام خان زند
بسطام خان زند معروف به بسطام خان کارخانه ای ،یکی از سرداران کریمخان زند و سرکرده غلامان تفنگ چخماقی بود. نام او در چند کتاب تاریخ دوران زندیه، از جمله رستم التواریخ و تاریخ گیتی‌گشا یاد شده است.
پس از آنکه تقی خان درانی که در کرمان ادعای استقلال داشت به دست نظرعلی خان زند دستگیر شد، کریم خان زند، بسطام خان را به سرکردگی پانصد سوار مامور انتظام امور کرمان کرد. پس از مدتی حکومت کرمان مشترکاً به میرزا حسین کلانتر و آقا علی سیرجانی واگذار شد و بسطام خان به شیراز بازگشت. او در سنه ۱۱۷۷ هجری قمری به فرماندهی هزار سوار مامور بازآوردن نظم به استرآباد و دامغان و دستگیری و تبعید آقامحمدخان قاجار و برادرانش شد. در نتیجه آقامحمدخان و برادرش حسینقلی خان جهانسوز به شیراز برده شدند و سایر اعضای خانواده را به قزوین تبعید کردند.
پس از درگذشت کریم خان، بسطام خان از جانب زکی خان زند که در شیراز مدعی سلطنت بود، راهی اصفهان شد تا محمدرشیدخان و جهانگیرخان پسران فتحعلی خان افشار ارشلو را که در آنجا سر به طغیان برداشته بودند، سرکوب کند. رشید خان و جهانگیرخان، بنا بر سابقه دوستی با بسطام خان، به استقبال او آمدند، اما وی دستور داد تا بر گردنشان طناب اندازند و آنان را خفه کنند. ظاهراً پس از آن بسطام خان مدتی بر اصفهان مسلط بود، تا آن که علیمرادخان زند با لشکری چهل هزار نفره از عراق به جانب اصفهان آمد و بسطام خان را به شیراز فراری داد.
شاه بیگم خانم، دختر بسطام خان زند، با امیرسلیمان خان اعتضادالدوله قاجار ازدواج کرد. او مادر امیرمحمدقاسم خان ظهیرالدوله و مادربزرگ مهدعلیا (مادر ناصرالدین شاه قاجار) است.